# Абдалла бін Хусейн
Абдалла I бін аль-Хусейн (араб. عبد الله الأول بن الحسين, трансліт. ʿAbd Allāh al-Awwal bin al-Ḥusayn, лютий 1882 — 20 липня 1951) — емір Трансйорданії з 21 квітня 1921 р., король Йорданії з 25 травня 1946 р. до свого вбивства. За словами Абдалли, він був безпосереднім нащадком пророка Мухаммада у 38-му коліні, оскільки походив з династії Хашимітів.
Абдалла народився в Мецці, вілайєт Хіджаз, Османська імперія, і був другим з трьох синів Хусейна бін Алі, шаріфа Мекки та його першої дружини Абдії бінт Абдалла. Він виховувався в Стамбулі та Хіджазі. З 1909 по 1914 рік Абдалла посідав в парламенті Османської імперії місце депутата від Мекки, але під час Першої світової війни виступив на боці Великої Британії. З 1916 по 1918 рік він відігравав одну з ключових ролей архітектора та планувальника Арабського повстання 1916—1918 рр. проти османської влади, очолюваного його батьком шаріфом Хусейном. Абдалла особисто керував партизанськими нападами на османські гарнізони.
В квітні 1921 року Абдалла став еміром Трансйорданії, емірату, створеного за його власною ініціативою. 1948 року, після отримання Трансйорданією незалежності, він став королем держави-правонаступника. Абдалла очолював Йорданію до 1951 року, коли був вбитий в Єрусалимі, біля входу в мечеть Аль-Акса під час відвідування п'ятничної молитви. Вбивство було здійснене палестинцями, що побоювалися укладення миру з Ізраїлем. Йому наслідував син Талал.

## Рання політична кар'єра
Абдалла про Велике арабське повстання 
1910 року Абдалла переконав свого батька стати Великим Шаріфом Мекки, на цій посаді Хусейн отримав британську підтримку. Наступного року Абдалла став депутатом Мекки в парламенті, створеному молодотурками, в цій ролі він був посередником між батьком та владою Османської імперії. 1914 року Абдалла таємно відвідав Каїр, де зустрівся з британським консулом Гербертом Кітченером в пошуках підтримки батьківських амбіцій щодо Аравії.
Абдалла підтримував зв'язок з британцями впродовж Першої світової війни, а в 1915 році переконав свого батька вступити в контакт і листування з Генрі Макмагоном, верховним комісаром Великої Британії у Єгипті, щодо арабської незалежності від турецької влади. Це листування, в свою чергу, призвело до арабського повстання проти Османської імперії. Під час Арабського повстання 1916—1918 рр., Абдалла командував арабською східною армією. Свою участь у повстанні Абдалла розпочав з нападу на османський гарнізон у Таїфі 10 червня 1916 року. Гарнізон становив 3000 солдатів з десятьма сімдесятиміліметровими гарматами Круппа. Абдалла очолював 5000 бедуїнів з місцевих племін, але вони не мали зброї та дисципліни для повноцінної атаки. Натомість він узяв місто в облогу. У липні він отримав підкріплення з Єгипту у вигляді батареї гаубиць, укомплектованої єгипетськими артилеристами, і 22 вересня Таїф було захоплено. Далі він приєднався до облоги Медіни, в якій командував 4000 бійців, що розташувалися на сході та північному сході від міста. На початку 1917 року Абдалла здійснив напад на османський конвой в пустелі і захопив £20000 в золотих монетах, призначені забезпечити султану лояльність бедуїнів. У серпні 1917 року Абдалла, у тісній співпраці з французьким капітаном Мухаммадом Ульдом Алі Райо, підірвав Хіджазьку залізницю. Абдалла не мав добрих стосунків з британським капітаном Томасом Едвардом Лоуренсом, тому більшість часу Лоуренс перебував з братом Абдалли, Фейсалом, що командував Північною арабською армією.

## Заснування емірату Трансйорданія

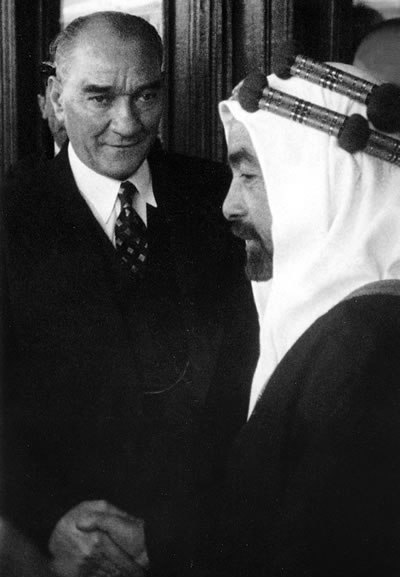
Абдалла I під час візиту до Туреччиниt з турецьким президентом Мустафою Кемалем Ататюрком

Коли французькі війська захопили Дамаск в битві при Майсалуні і вигнали його брата Фейсала, проголошеного 1918 року королем Сирії, Абдалла вирушив з військом з Хіджаза в Трансйорданію з метою звільнення Дамаску. На чолі загону в 300 бійців і шість кулеметів він прибув до оази Ма'ан. Для Трансйорданії та її племінного устрою це була значна сила. За короткий час Абдалла просунувся до Амману і практично підкорив територію. В ситуації, що склалася, британцям потрібно було або доправити в регіон значні сили для відновлення контролю, або домовлятися з Абдаллою. Дізнавшись про його плани, Вінстон Черчилль зустрівся з Абдаллою після Каїрської конференції 1921 року і переконав його не атакувати британських союзників, французів. За словами Черчилля, французькі сили перевершували арабські і британці не бажали з французами жодних проблем. 8 березня 1920 року Абдалла вже був проголошений Іракським конгресом королем Іраку, але відмовився від цієї посади. За рішенням Каїрської конференції його брат Фейсал, після поразки в Сирії, очолив створене Іракське королівство, а сам Абдалла став еміром Трансйорданії.
Хоча Абдалла створив 1928 року законодавчу раду, її роль була дорадчою, він фактично лишався автократичним правителем. Призначені Абдаллою прем'єр-міністри впродовж 23 років існування емірату утворили 18 урядів.
Абдалла вирішив завдання побудови Трансйорданії за допомогою резервного підрозділу на чолі з підполковником Фредеріком Піком, відрядженим з британської армії 1921 року. У 1921—1926 рр. Пік розгорнув британський резервний мобільний підрозділ, що складався з 150 осіб, на Арабський легіон, арабську армію чисельністю до 1500 бійців. Між 1930 і 1956 роками легіон очолював Джон Глабб. Під час Другої світової війни Абдалла був вірним британським союзником, зберігав суворий порядок в межах Трансйорданії і допомагав придушувати пронімецьке повстання в Іраку. Арабський легіон допоміг британській окупації Іраку та Сирії.
Переговори Абдалли з Британією про набуття Трансйорданією незалежності мали успіх. 25 травня 1946 року було проголошено незалежне Хашимітське королівство Трансйорданія (перейменоване в Хашимітське королівство Йорданія 26 квітня 1949 року) з столицею в Аммані, Абдалла став його першим королем.

## Експансіоністські прагнення

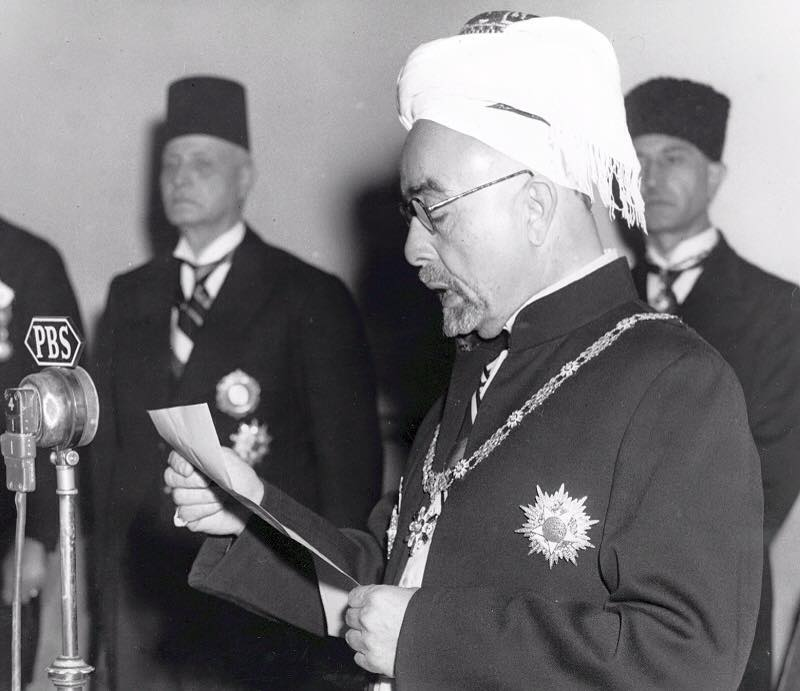
Король Абдалла проголошує закінчення Британського мандату та незалежність Хашимітського королівства Йорданії 25 травня 1946 року.

Через його мрію про Велику Сирію в межах тогочасної Трансйорданії, Сирії, Лівану та Британської підмандатної Палестини, з династією Хашимитів на дамаському троні, багато арабських країн не довіряли Абдаллі, бачили в ньому загрозу своїй незалежності і підозрювали в ворожих планах. У відповідь Абдалла не довіряв лідерам інших арабських країн.
1937 року Абдалла підтримав доповідь Комісії лорда Вільяма Піля, в якій пропонувався розділ Палестини на єврейську державу, площа якої мала становити 20 відсотків Британської підмандатної Палестини, і приєднання решти території до Трансйорданії. Араби Палестини та навколишніх арабських країн відмовились від запропонованого Комісією плану, тоді як євреї неохоче погодились. Врешті-решт, пропозиція Комісії не була прийнята. 1947 року, коли ООН затвердила поділ Палестини на єврейську та арабську державу, Абдалла була єдиним арабським лідером, який підтримав це рішення.
У 1946—1948 рр. Абдалла практичними діями підтримав приєднання арабської частини Підмандатної Палестини до Трансйорданії. 17 листопада 1947 року він таємно зустрівся з Голдою Меїр, представником Єврейської агенція Сохнут, майбутнім ізраїльським прем'єр-міністром, але сторони не дійшли згоди щодо розподілу території. 17 листопада 1947 року, на таємній зустрічі з Меїр, Абдалла висловив бажання приєднати, як мінімум, всі арабські частини і вважав за краще додати до Йорданії всю Палестину, тоді як Меїр наполягала на вирішенні питання відповідно до рекомендацій UNSCOP. План Абдалли підтримав міністр закордонних справ Британії Ернест Бевін, який вважав за краще збільшення йорданської території за рахунок Палестини, аніж ризик створенням палестинської держави на чолі з муфтієм Єрусалиму Мохаммадом Амін аль-Хусейні.
На думку ізраїльського історика Ефраїма Карша, на нарадах про які йдеться, мова йшла про «угоду, яка базується на неминучій резолюції ООН про розподіл, [за словами Меїр], про збереження правопорядку, доки ООН не створить уряд у цій сфері», тобто, про короткочасні правоохоронні дії спрямовані реалізувати резолюцію ООН, а не перешкодити їй.
Есе Абдалли "Як араби бачать євреїв" у The American Magazine, за шість місяців до початку арабо-ізраїльської війни 1948 року
4 травня 1948 року Абдалла, що бажав захопити якомога більшу територію Палестини, віддав наказ Арабському легіону атакувати ізраїльські поселення в Гуш-Еціоні. Менш ніж за тиждень до початку арабо-ізраїльської війни 1948 року, 11 травня, Абдалла востаннє зустрічався з Меїр, але не був більш сприйнятливим до ідеї єврейської державності та переконував Меїр не поспішати з проголошенням єврейської держави. Аби відвернути війну між євреями та арабами Абдалла пропонував створення «автономного єврейського кантону в межах Хашимітського королівства», але «Меїр нагадала, що в листопаді вони погодилися на розмежування з єврейською державою». Абдалла вважав нещастям майбутню війну, частково тому, що «віддавав перевагу єврейській державі [як сусіду Трансйорданії] перед палестинською арабською державою, керованою муфтієм».

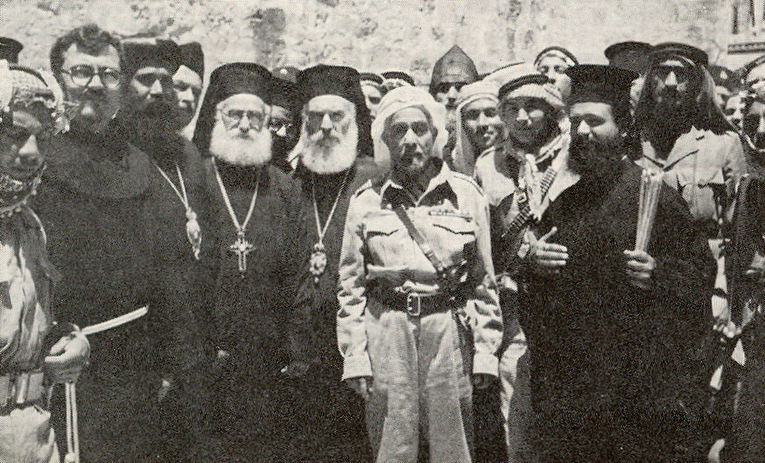
Палестинькі християни Східного Єрусалиму вітають Абдаллу 29 травня 1948

29 травня 1948 року Арабський легіон взяв під контроль Східний Єрусалим. Палестинські араби, сусідні арабські держави, обіцянка розширення території та мета завоювати Єрусалим нарешті змусили Абдаллу приєднатися до «всеарабської військової інтервенції» проти новоствореної 15 травня 1948 року Держави Ізраїль. Цим кроком він відновлював свій авторитет в арабському світі, де викликали підозри його відносно добрі стосунки з західними та єврейськими лідерами. Абдалла особливо прагнув взяти Єрусалим як компенсацію за втрату опіки над Меккою, яку традиційно мали хашиміти, доки Ібн Сауд не захопив Хіджаз 1925 року. Роль Абдалли в цій війні була значною. Він не довіряв лідерам інших арабських держав і вважав слабкими їхні військові можливості, інші араби не довіряли Абдаллі у відповідь. Він бачив себе верховним командувачем арабських сил і переконав Лігу арабських держав призначити його на цю посаду. Його війська під командуванням британського полковника Джона Глабба не наближалися до територій, відведених для нового Ізраїля, окрім боїв навколо Єрусалиму, який мав стати міжнародною зоною.
Після захоплення Західного берега річки Йордан і Східного Єрусалиму, король Абдалла анексував завойовану територію і надав палестинським арабам йорданське громадянство. 1949 року Абдалла розпочав секретні мирні переговори з Ізраїлем, щонайменше п'ять разів зустрічався з Моше Даяном, військовим губернатором Західного Єрусалиму та іншими ізраїльськими керівниками. Звістки про переговори спровокували серйозну реакцію інших арабських держав, і Абдалла погодився припинити ці зустрічі в обмін на арабське прийняття анексії Західного берега.

## Вбивство

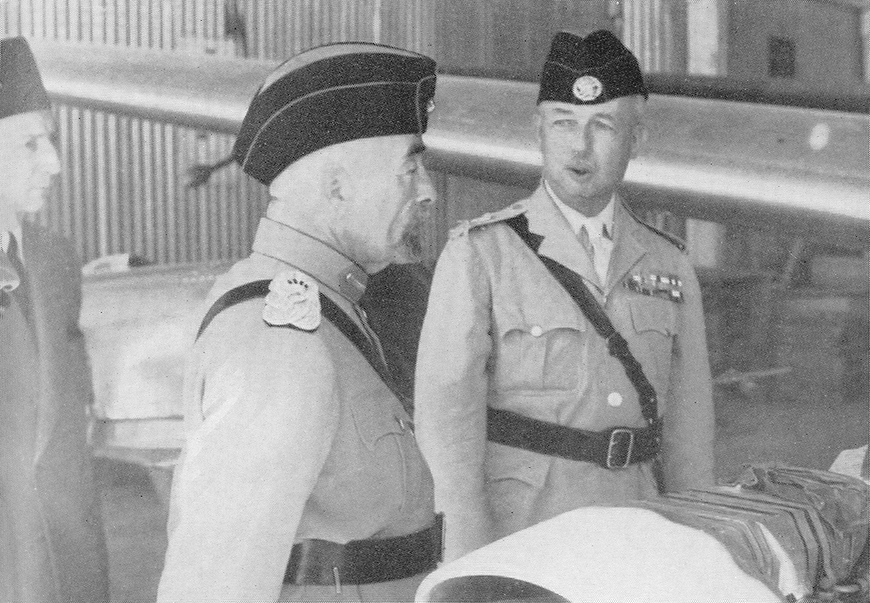
Король Абдалла з Джоном Глаббом, за день до вбивства. 19 липня 1951 року

16 липня 1951 року колишній прем'єр-міністр Лівану Ріяд ас-Солх був убитий в Аммані, через поширення чуток, що Ліван і Йорданія обговорювали сепаратний мир з Ізраїлем.
За 96 годин, 20 липня 1951 року, під час відвідування Мечеті аль-Акса в Єрусалимі, Абдалла був застрелений палестинцем із клану муфтія аль-Хусейні, що пройшов через посилену охорону. Тогочасні повідомлення в ЗМІ приписали вбивство таємному замовнику в Єрусалимі, відомому лише як «джихад». Абдалла в Єрусалимі мав бути присутнім на похоронах та на попередньо домовленій зустрічі з засновником Моссаду Реувеном Шілоахом та дипломатом Моше Сассоном. Вбивство сталося під час відвідування королем п'ятничих молитов в мечеті Аль-Акса разом з його онуком Хусейном. Король отримав три смертельні кулі в голову і груди. Онук Абдалли, принц Хусейн, також був уражений, але куля потрапила в орден, який на вимогу діда був на грудях Хусейна, і це врятувало йому життя.
Вбивця, застрелений королівською охороною, був 21-річним учнем кравця на ім'я Мустафа Шукрі Ашу. За словами Алека Кіркбріда, резидента Британії в Аммані, Ашу був «колишнім терористом», залученим до вбивства торговцем худобою Закарією Ука.
У вбитого Ашу було знайдене знаряддям вбивства — револьвер, а також талісман з написом арабською «Вбий, ти будеш в безпеці». Син місцевого власника кав'ярні на ім'я Абдул Кадір Фархат, упізнав в револьвері власність свого батька. 11 серпня прем'єр-міністр Йорданії оголосив, що за підозрою у вбивстві будуть притягнуті до суду десять осіб. Серед підозрюваних був полковник Абдалла ат-Тель, губернатор Єрусалиму, та торговець овочами Муса Ахмад аль-Аюббі, який втік у Єгипет наступного дня після вбивства. 18 серпня почалося судове розслідування під головуванням генерала Абдул Кадир Паші Аль-Джунді з Арабського легіону. Аль-Аюббі та ат-Тель були засуджені заочно. Троє з підозрюваних, у тому числі Муса Абдалла Хусейні, належали до відомого палестинського клану Хусейні, що викликало чутки, ніби вбивці були частиною опозиційної групи часів британського мандату.
Йорданський прокурор стверджував, що полковник ат-Тель, який з січня 1950 року мешкав у Каїрі, дав вказівку знищити вбивцю, аби захистити підбурювачів злочину. Джерела в Єрусалимі додали, що полковник ат-Тель мав близькі стосунки з колишнім Великим муфтієм Єрусалиму Аміном аль-Хусейні та його прибічниками у Єгипетському королівстві та в палестинському протектораті в секторі Газа. Ат-Тель, Хусейні та три спільника з Єрусалиму були засуджені до смертної кари. 6 вересня 1951 року Муса Алі Хусейні, Закарія Ука та його брат Абід Ука і Абдул Кадір Фархат були страчені через повішення.
Короля Абдаллу поховано у Королівському дворі в Аммані.

## Нагороди
- Лицар Великого хреста Ордена Британської імперії (GBE), 1920[43]
- Велика стрічка Ордена Межиріччя (Іраку), 1922
- Лицар Командор Ордена Святого Михайла і Святого Георгія, 1927
- Великий Орден Хашемітов (Королівство Ірак), 1932
- Орден Фейсала I 1 класу (Королівство Ірак), 1932
- Лицар Великого хрест Ордена Святого Михайла і Святого Георгія, 1935
- Медаль Срібного ювілею короля Георга V, 1935
- Медаль Коронації короля Георга VI, 1937
- Ланцюг Ордена Мухаммеда Алі (Єгипетське королівство), 1948
- Велика ланцюг Ордена Пехлеві (Шаханшахська Держава Іран), 1949
- Великий хрест Ордена військових заслуг в білому (Іспанська Держава), 1949
- Велика стрічка Ордена Омейядов (Сирія), 1950